# Gasgenerator
Een gasgenerator is een apparaat dat door verhitting gas wint uit hout, turf, steenkool of bruinkool. Hij werd in de Tweede Wereldoorlog veel gemonteerd op auto's en autobussen om deze van brandstof te voorzien, omdat benzine niet meer beschikbaar was.

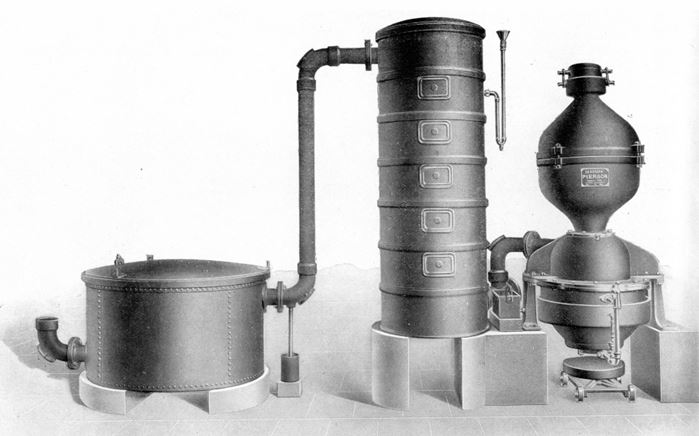
Pierson gasgenerator voor stationaire toepassing

## Geschiedenis

### Stationaire toepassing
De mechanisatie van de Nederlandse industrie was oorspronkelijk gebaseerd op de stoommachine. Omstreeks het begin van de 20e eeuw kwam daar de gasmotor bij.
De brandstof voor deze motoren was lichtgas, geproduceerd door gasfabrieken. Daar er niet overal een stadsgasnet beschikbaar was moesten gebruikers van gasmotoren omzien naar een andere brandstof. Een gasgenerator bood de mogelijkheid om lokaal brandstofgas voor de motoren te produceren. Als dit gas door een motor zelf aangezogen werd sprak men van een zuiggasgenerator en een zuiggasmotor. In Nederland werden zuiggasgeneratoren van het Engelse merk Simplex en van het Nederland-Franse merk Pierson toegepast. Zuiggasmotoren werden vervaardigd door Motorenfabriek Thomassen De Steeg.

### Mobiele toepassing tijdens de oorlogen

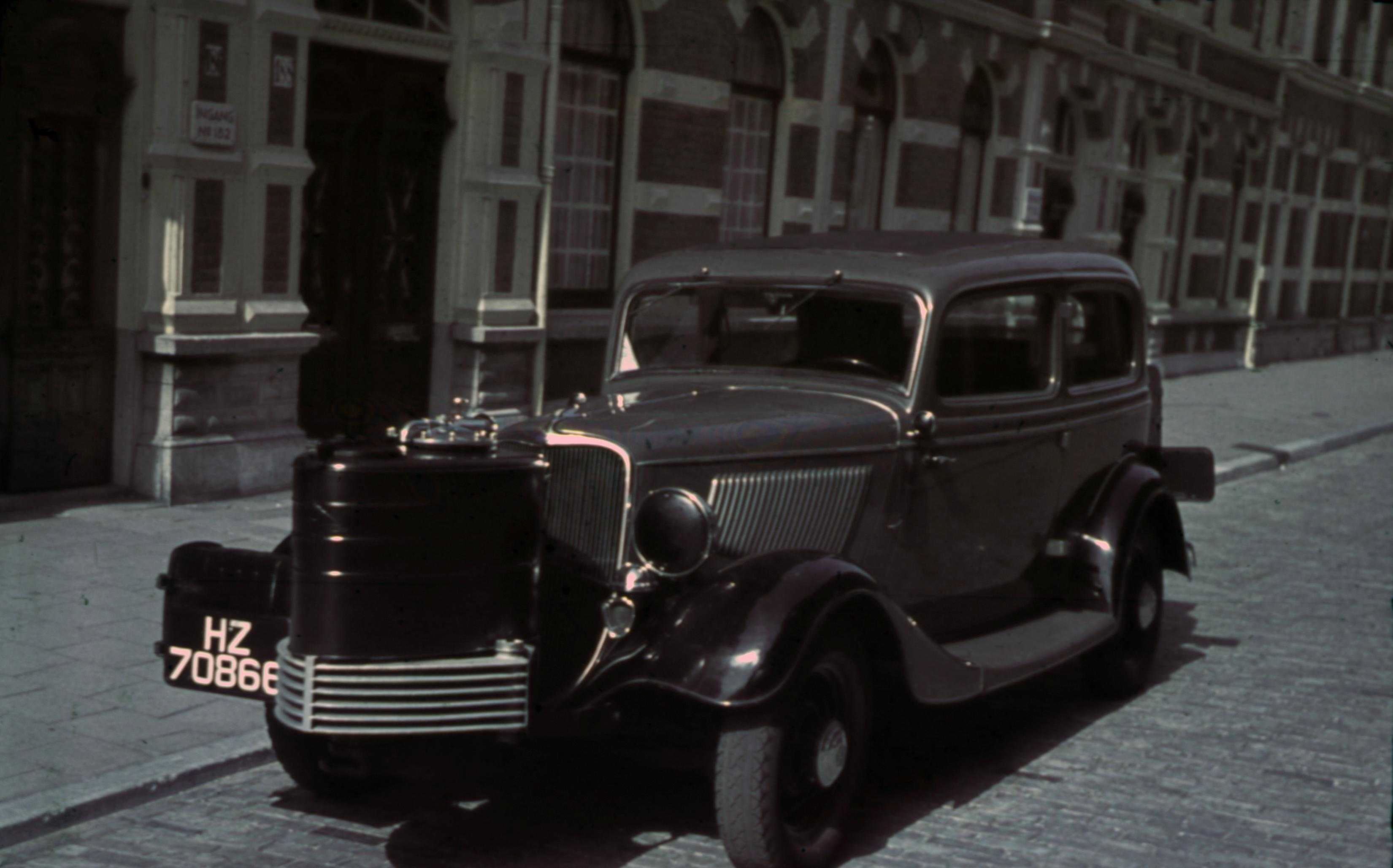
Auto met gasgenerator tijdens de Tweede Wereldoorlog (in Nederland).

Tijdens de Eerste Wereldoorlog werd onder andere in Frankrijk geëxperimenteerd met vergast hout als vervanging van benzine. In een poging het land minder afhankelijk te maken van de grote mogendheden gingen deze experimenten tot in de jaren 20 en 30 van de 20e eeuw door. Gohin-Poulenc heeft zelfs nog geprobeerd hiervoor in Nederland afzet te vinden, wat mislukte, omdat de Nederlandse automobilist het te omslachtig vond.
Toen Duitsland in 1940 Nederland bezette, ontstond meteen grote schaarste aan benzine, doordat de bezetter alle benzine opeiste. Er ontstond meteen een markt voor de Franse gasgeneratoren, en er werden ook uit Zweden en Duitsland gasgeneratoren geïmporteerd. Al snel gingen ook Nederlandse bedrijven gasgeneratoren fabriceren. Nederlandse bouwers van gasgeneratoren waren Motorenfabriek Thomassen De Steeg, Gé-Bé, Gatsonides, Schakel, NTG, Gusto, Gortim, Erres (van technische groothandel R.S. Stokvis), fa. Adr. Beers en Duintjer. De buitenlandse gasgeneratoren hadden hout als brandstof/grondstof nodig, en dat was in Nederland in onvoldoende mate aanwezig. Vandaar dat de gasgeneratoren van Nederlandse makelij vooral met turf en steenkool gevoed werden.

## Constructie
De mobiele gasgenerator werd over het algemeen achter op de auto geplaatst. De gasgenerator bestaat uit een grote stalen bunker, die vanboven gevuld wordt met de grondstof. Die werd onderin aangestoken, aanvankelijk met een lont, maar later werden hiervoor speciale lucifers gebruikt. Door gedeeltelijke verbranding van de brandstof, ontstaat onderin gloeiende kool. Dit verbrandt met de zuurstof uit de lucht gedeeltelijk tot koolmonoxide. De benodigde trek ontstaat door de aanzuigende werking van de draaiende motor. Omdat het gasmengsel verontreinigd is met stof en vocht en heet is, moet dit eerst een aantal keren gefilterd en gekoeld worden. Halverwege de oorlog raakte het cycloonfilter in zwang. Hierin werd het gas in werveling gebracht, waardoor de verontreinigingen naar buiten werden geslingerd. Na het filteren komt het gasmengsel in de verbrandingsruimte, de cilinders, van de motor terecht, waar het tot ontbranding gebracht wordt om de motor te laten draaien.

## Bediening
De bediening van een gasgenerator was niet makkelijk. Doordat de benodigde trek werd veroorzaakt door de aanzuigende werking van de motor, was het op gang brengen van een niet werkende gasgenerator moeilijk. Voor het op gang brengen van het verbrandingsproces was een blaasbalg of ventilator nodig. In het gunstigste geval duurde het vijf tot tien minuten voor de motor gestart kon worden. Als grondstof voor het generatorgas werd in Nederland voornamelijk antraciet gebruikt. Daarnaast reden ook veel Nederlandse auto's op turf of turfcokes.

## Problemen
De motoren liepen niet erg goed op dit gas, in ieder geval aanzienlijk minder goed dan op benzine. Bovendien moest ook het gewicht van de gasgenerator en een eventuele hoeveelheid brandstof worden meegenomen, wat ook vermogen kost. In de loop van de oorlog werd geprobeerd de gasgeneratoren compacter te maken. Er werden speciale generatoren ontwikkeld voor kleine auto's. De firma Duintjer maakte een kleine generator die niet achter op de auto werd gemonteerd, maar die voor de radiateur zat.
Niet alleen auto's maakten gebruik van gasgeneratoren, maar ook bussen, vrachtwagens en zelfs aandrijfmotoren van bouwkranen liepen op generatorgas. Zelfs op binnenvaartschepen en bij bakkersovens werd van gasgeneratoren gebruikgemaakt.
Het rijden met een gasgenerator is vooral geschikt voor langere afstanden. In het stadsverkeer, waarbij een auto vaak moet stoppen, zou het vuur in de generator te zwak worden. Voor gebruik in de steden werd dan ook gekozen voor stadsgas als brandstof. Het stadsgas - meestal persgas genoemd - werd in gasflessen geperst, die op het dak van de auto lagen of op de achterbumper waren gemonteerd. Ook werd het wel in grote ballonnen in een frame op het dak meegevoerd. De actieradius was erg beperkt, maar als men binnen de stad bleef, kon men gemakkelijk naar de lokale gasfabriek om te tanken.

## De zuiggasmotor

### Zuiggasmotor voor mobiele toepassing

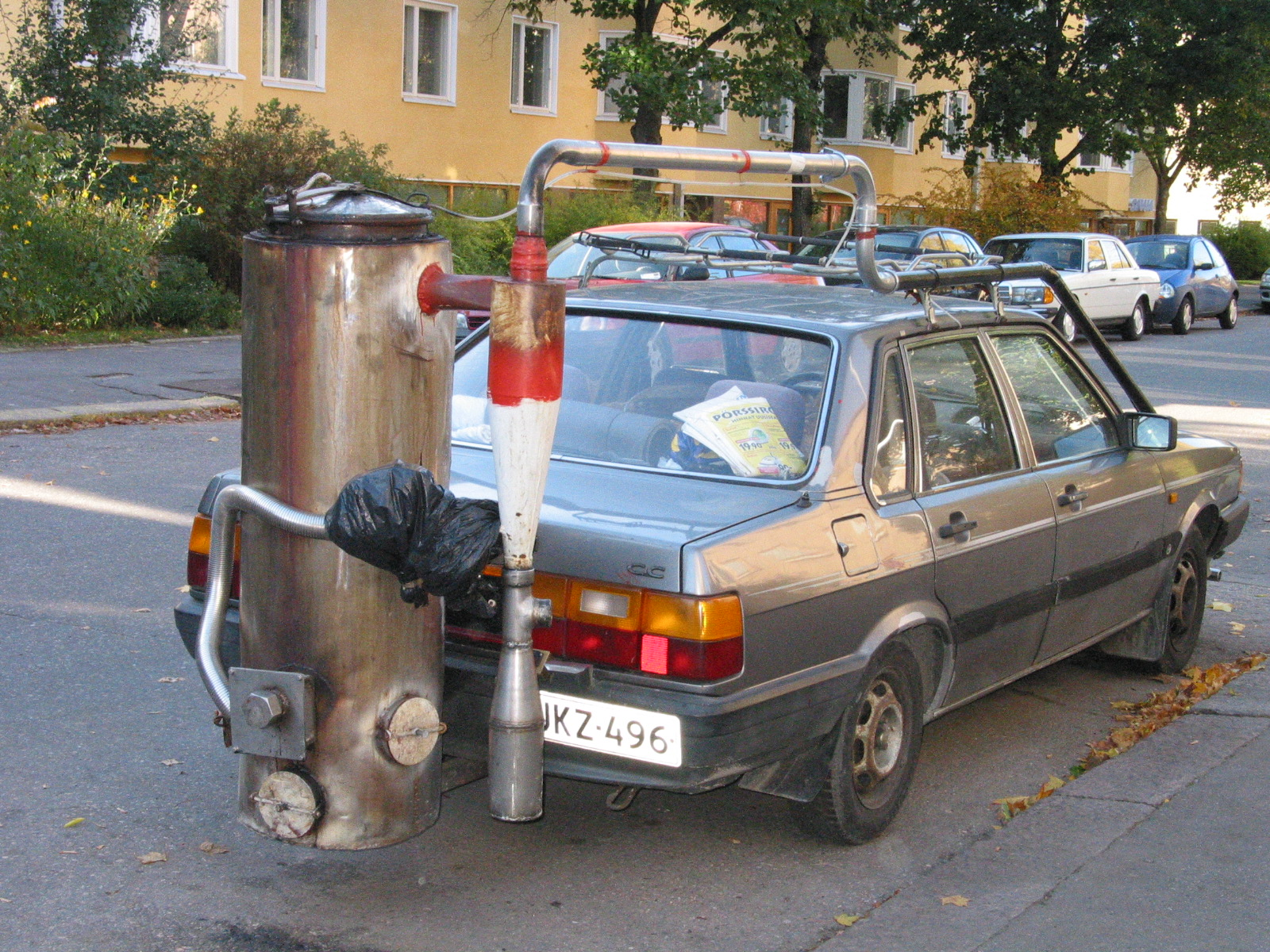
Auto met houtvergasser

Een zuiggasmotor is een viertaktmotor waaraan een installatie is gekoppeld, die steenkool, hout of andere brandbare materialen zoals turf omzet in een brandbaar gas, waarop de motor loopt. De zuiggasmotor kwam omstreeks 1880 op de markt en is in Europa vooral populair geweest tijdens de beide wereldoorlogen, toen de brandstofprijzen sterk waren gestegen en de gebruikelijke brandstof vaak niet voorhanden was. Zuiggas wordt ook wel aangeduid met houtgas.
Het zuiggas wordt als volgt geproduceerd: eerst wordt oververhitte stoom over gloeiende cokes geleid, waarbij watergas ontstaat, dat vervolgens wordt "gewassen" in een wastoren gevuld met hout of cokes, waar van boven water op gesprenkeld wordt. Belangrijk voor het proces is een lichte onderdruk veroorzaakt door de motor, waardoor het gas als het ware door de generator gezogen wordt.

### Stationaire zuiggasmotor

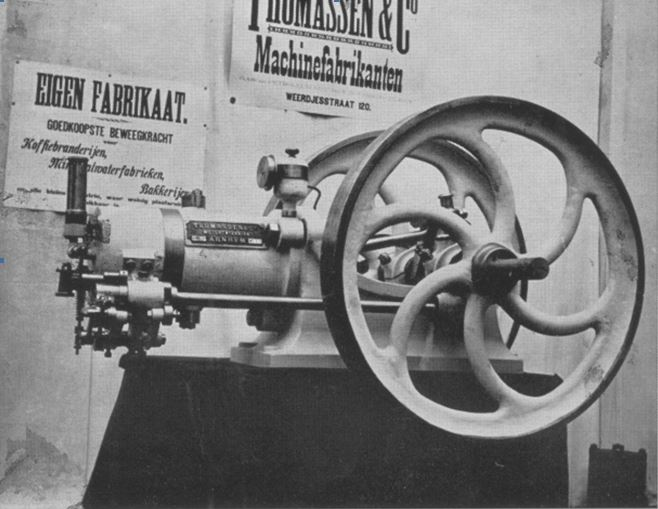
Thomassen stationaire zuiggasmotor

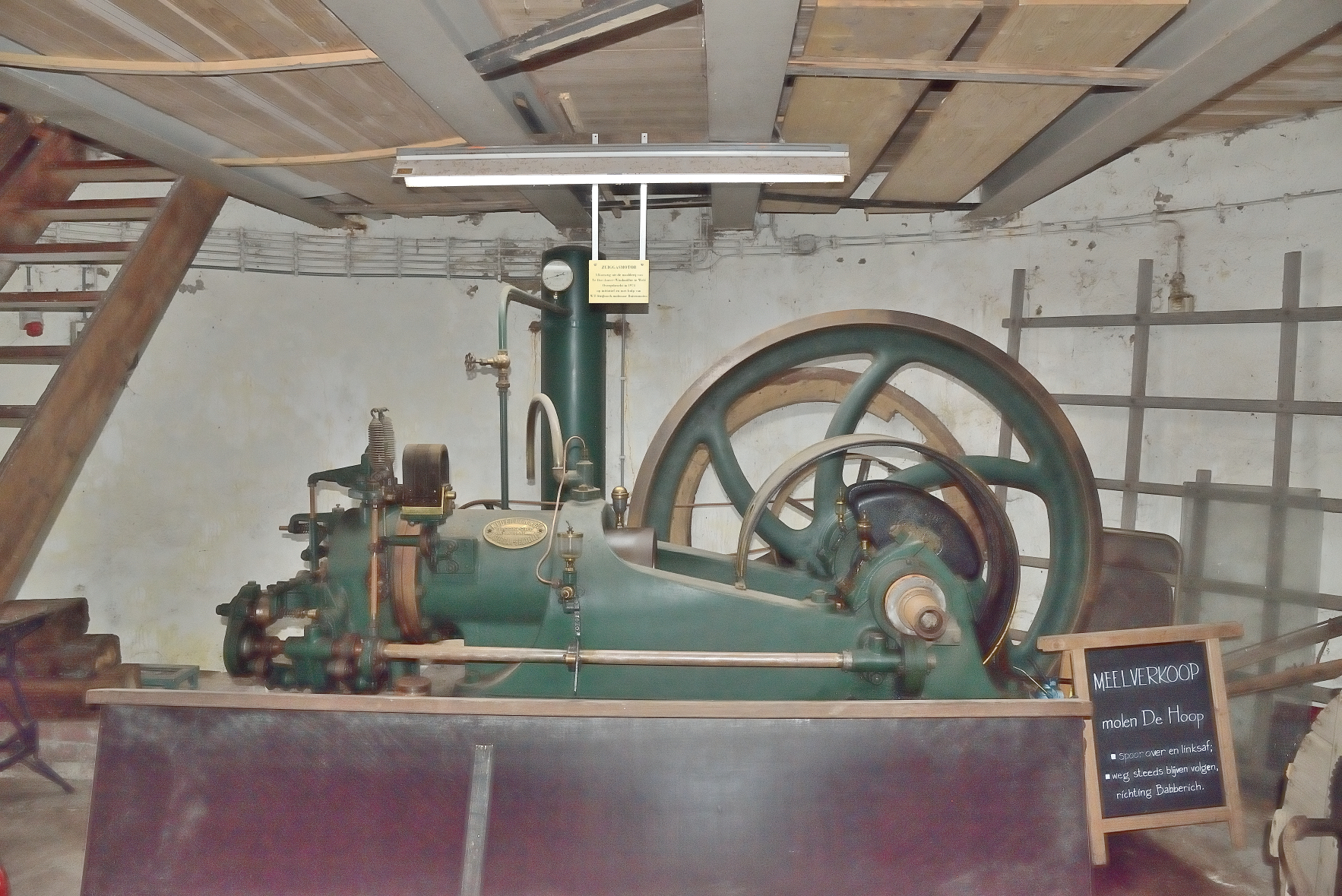
Stockport zuiggasmotor in De Buitenmolen.

Dit type motor werd vooral gebruikt in schepen en op andere plaatsen waar een kleine, krachtige energiebron nodig was, zoals in gemalen en korenmolens. In Nederland werden de eerste gemalen met zuiggasmotor in 1905 in bedrijf gesteld, echter niet altijd met succes. Vooral het opstarten van de eencilindermotor met vliegwiel bleek een zwaar werk.

## Andere betekenis van gasgenerator
De benaming gasgenerator wordt ook gebruikt voor een deel van een gasturbine.